# 叙尔策塔尔
叙尔策塔尔是德国萨克森-安哈尔特州的一个市镇。总面积103.71平方公里，总人口9215人，其中男性4544人，女性4671人（2011年12月31日），人口密度89人/平方公里。